# Кобе
Ко́бе (яп. 神戸市 Ко:бэ-си) — город, определённый указом правительства Японии, расположенный на острове Хонсю, административный центр префектуры Хиого. C VIII века Кобе является одним из главных портов Японии и центром международной торговли. Грузооборот порта около 150 млн тонн (1/3 внешнеторгового оборота страны). Кобе — крупный промышленный центр: здесь сосредоточена металлургия, машиностроение (1/3 тоннажа строящихся в Японии судов), военная, химическая, текстильная промышленность.
Исторически Кобе входил в состав провинции Идзуми и был важным транспортным и торговым пунктом на пути к японской столице Киото. В этом поселении традиционно находилось много контор оптовиков и ростовщиков, а также производителей японского рисового вина — саке. Кроме этого, Кобе было значительным религиозным центром и славился «тремя святынями», синтоистскими святилищами Икута, Нагата и Минатогава. С середины XIX века город стал одним из главных очагов модернизации страны, промышленности и производства искусственных жемчужин. Кобе потерпел страшные разрушения во время землетрясения 1995 года, но быстро восстановил свой потенциал.
Площадь города составляет 552,26 км², население — 1 538 267 человек (1 августа 2014), плотность населения — 2785,40 чел./км².

## Символы города
Эмблема Кобе — стилизованное изображение 2-х вееров, которые символизируют порты Хиого и Кобе. Оба веера скрещены в форме знака японской азбуки катаканы カ («ка»), с которого начинается старое написание слова «Кобе» (カウベ). Эмблема была утверждена в мае 1907 года.
|              |
| Эмблема Кобе |

Флаг Кобе — полотнище зелёного цвета, стороны которого соотносятся как 2 к 3. В центре полотнища размещена эмблема города белого цвета.
|           |
| Флаг Кобе |

## История
Каменные орудия труда и артефакты, которые были найдены на западе Кобе, свидетельствует, что на этой территории располагались человеческие поселения ещё с периода Дзёмон (от 12000 до 300 (900) гг. до н. э.).
Природные условия этой территории способствовали развитию рыболовства и созданию порта, который стал экономическим центром города.
Впервые эта местность упоминается в одном из древнейших памятников японской литературы периода Нара — нихон сёки, в связи со строительством здесь святилища Икута в 201 году н. э.
В периоды Нара (710—794) и Хэйан (794—1185) местный порт был известен под именем Овада-но-томари (якорная стоянка Овада) и был одним из портов, откуда отправляли японские посольства в Китай.
На короткий срок в 1180 году Кобе выполнял функции столицы Японии, когда Тайра-но Киёмори перевёз Императора Антоку в город Фукухара (современный городской район Хёго города Кобе). Через пять месяцев Император вернулся в Киото.
В 1184 году крепость рода Тайра и святилище Икута стали местом битвы при Ити-но-Тани во время войны Минамото и Тайра.
В период Камакура (1185—1333) порт значительно разросся и стал важным центром торговли Японии с другими странами. В XIII в. Кобе был известен под именем Порт Хиого и вместе с северной частью Осаки входил в провинцию Сэтцу.
В период Эдо восточная часть современного Кобе входила в Амагасаки-хан, северная часть — в Акаси-хан, а центр вместе с портом находился под прямым контролем сёгуната Токугавы. И только в 1871 году вся территория Кобе оказалась в составе одной административной единицы — префектуры Хиого.
Во время Реставрации Мэйдзи в 1868 году порт Хиого был одним из первых открытых для торговли с западными странами.
Собственно город Кобе был основан в 1889 году. Название «Кобе» происходит от слова канбе (яп. 神戸) — архаичного названия служителей святилища Икута. 1 сентября 1956 года город вошёл в список городов государственного значения Японии.
Во время Второй мировой войны 17 марта 1945 года город подвергся бомбардировке американской авиацией. В результате 8 841 житель города погиб, 21 % зданий в Кобе был разрушен.
Под давлением граждан города 18 марта 1975 года муниципальный совет Кобе принял решение запретить вход в порт города судам с ядерным оружием на борту. Эта политика стала известной, как «Формула Кобе».
В начале 1980-х годов в море у города Кобе был создан искусственный остров площадью 436 гектаров (основой для него стала возвышавшаяся над уровнем моря скала). Здесь были построены контейнерный порт, жилые кварталы, отель, больница и станция монорельсовой железной дороги.
17 января 1995 года в 5:46 мощное землетрясение силой 7.3 по шкале Рихтера разрушило десятки тысяч домов в Кобе, обрушило дороги и мосты, нанесло огромный удар по экономике города. Землетрясение и последующие пожары уничтожили более 212 443 зданий и убили более 5 000 человек. После землетрясения Кобе был отстроен практически заново. В Японии это землетрясение известно под именем Великое землетрясение Хансин.
До землетрясения порт Кобе был крупнейшим в Японии и одним из крупнейших в Азии. Сейчас Кобе четвёртый по величине в Японии и тридцать восьмой в мире.

## Административное деление
Город поделён на девять районов:
1. Ниси-ку (яп. 西区) — площадь 137,86 км², население 248 407 чел. (наиболее населённый район города)[18]. Ниси — самый западный район Кобе, граничит с городом Акаси. До 1982 года эта территория входила в состав района Таруми. Здесь расположен академический городок Кобэ Кэнкю-гакуэн-тоси, в который входят восемь вузов, в том числе университет иностранных языков города Кобе. Также в районе Ниси находится один из кампусов университета Кобэ Гакуин.
2. Кита-ку (яп. 北区) — площадь 241,84 км², население 226 402 чел.[18] Кита — самый крупный по площади район Кобе, он находится на северо-востоке города и преимущественно занят горами. Здесь расположен популярный в регионе Кансай онсэн-курорт Арима.
3. Таруми-ку (яп. 垂水区) — площадь 26,89 км², население 219 958 чел.[18] Таруми был выделен в отдельную административно-территориальную единицу в 1946 году, до этого он входил в состав района Сума. Это преимущественно жилой район. Здесь начинается мост Акаси-Кайкё, соединяющий Кобе с островом Авадзи (составная часть магистрали, соединяющей острова Хонсю и Сикоку), и расположен рыбный порт.
4. Сума-ку (яп. 須磨区) — площадь 30,0 км², население 168 400 чел.[18] Здесь расположены одноимённый пляж, аквариум и ботанический сад, популярные у жителей региона Кансай.
5. Нагата-ку (яп. 長田区) — площадь 11,46 км², население 102 387 чел.[18] Здесь расположены известное синтоистское святилище Нагата и университет Кобэ Токива. Этот район наиболее пострадал во время разрушительного землетрясения в Кобе, случившегося в январе 1995 года.
6. Хиого-ку (яп. 兵庫区) — площадь 14,54 км², население 107 553 чел.[18] Хиого — исторический центр Кобе. Район сильно пострадал во время Второй мировой войны, утратив былую славу торгового центра (а в 1960-х годах утратил и звание «театрального квартала»).
7. Тюо-ку (яп. 中央区) — площадь 28,37 км², население 119 768 чел.[18] Тюо — административный, торговый, транспортный и развлекательный центр города. Он образован в 1980 году путём слияния районов Фукиай и Икута. Здесь находятся все главные административные здания (в том числе мэрия Кобе и штаб-квартира префектуры Хиого) и офисные центры, крупнейшие торговые кварталы (Санномия, Мотомати, Харборлэнд) и вокзалы (станции Санномия и Кобе), «чайнатаун», а на искусственных островах — порт Кобе, отели, торговые центры, парки, кампусы университетов, научно-исследовательские и выставочные центры, аэропорт Кобе.
8. Нада-ку (яп. 灘区) — площадь 31,4 км², население 129 095 чел.[18] Здесь расположены Университет Кобе, местный зоопарк, художественный музей префектуры Хиого, руины храма Торитэндзё-дзи (одного из наиболее ранних буддийских сооружений в префектуре) и штаб-квартира крупнейшего в стране синдиката якудза Ямагути-гуми. Район является крупнейшим производителем саке в Японии.
9. Хигасинада-ку (яп. 東灘区) — площадь 30,36 км², население 207 146 чел.[18] Хигасинада — самый восточный район Кобе, граничит с городом Асия. На искусственном острове Рокко расположены отели, спортивные, выставочные и торговые центры, парки, жилые и офисные комплексы, кампус Международного университета Кобе, портовые сооружения и музей моды.

## Население
Население города составляет 1 538 267 человек (1 августа 2014), а плотность — 2785,40 чел./км². Изменение численности населения с 1980 по 2005 годы:
| 1980 | 1 367 390 чел. |  |
| 1985 | 1 410 834 чел. |  |
| 1990 | 1 477 410 чел. |  |
| 1995 | 1 423 792 чел. |  |
| 2000 | 1 493 398 чел. |  |
| 2005 | 1 525 393 чел. |  |

## Экономика
Кобе — важный торговый и промышленный центр региона Кансай. Порт Кобе — четвёртый по величине в Японии и тридцать восьмой в мире.
По состоянию на 2004 год реальный ВВП города составляет ¥ 6,3 триллиона, что составляет 34 % ВВП всей префектуры Хиого и 8 % ВВП региона Кансай.
Примерно 1 % работников занято в первичном секторе экономики (агробизнес, рыболовство и др.), 21 % — во вторичном секторе экономики (промышленность) и 78 % — в сфере услуг.
Общая стоимость всех произведённых продуктов в Кобе в 2004 году составляла ¥ 2,5 трлн. Основные виды продукции: бытовые приборы, продукты питания, оборудование для транспорта и коммуникаций, морские суда. Среди крупнейших предприятий — судостроительные заводы Kawasaki Heavy Industries и Mitsubishi Heavy Industries, завод энергетического оборудования Mitsubishi Heavy Industries.

### Крупнейшие компании
Среди крупнейших японских компаний, чьи штаб-квартиры находится в Кобе: Kawasaki Heavy Industries (в том числе её дочерняя компания Kawasaki Shipbuilding Corporation), Sumitomo Rubber Industries, Kobe Steel, ASICS, Daiei, Co-op Kobe, TOA Corporation, Fujitsu Ten, Ueshima Coffee Company, Sun Television, Kōbe Electric Railway, World Co., Konigs-Krone и Morozoff Ltd..
В городе Кобе расположены региональные штаб-квартиры и офисы более сотни международных корпораций (в том числе 24 из Китая, 18 из США и 9 из Швейцарии). Среди наиболее известных компаний — американские Procter & Gamble, Eli Lilly and Company, Toys "R" Us, Tempur-Pedic, швейцарская Nestle, немецкая Boehringer Ingelheim.
Также в Кобе расположены крупные научно-исследовательские центры, такие как Национальный институт информационных и коммуникационных технологий Кобе, Азиатский центр сокращения катаклизмов, Центр развития биологии и медицинских технологий Кобе и другие.

## Транспорт
Через Кобе проходят важные железнодорожные линии — Санъё-синкансэн (Осака — Кобе — Фукуока), JR Kobe Line (Осака — Кобе — Химедзи), Hankyū Kōbe Main Line (Осака — Кобе), Hanshin Main Line (Осака — Кобе). Главным вокзалом Кобе является станция Санномия. В сфере железнодорожных перевозок важное значение имеют компании Sanyo Electric Railway, Kōbe Rapid Transit Railway, Kōbe Electric Railway, Kobe New Transit и Hokushin Kyūkō Electric Railway, базирующиеся в Кобе.
Важное значение в сфере общественного транспорта занимает метрополитен Кобе, открытый в 1977 году. Кобе является узлом важных автомагистралей — Meishin Expressway (Нагоя — Кобе — Нисиномия), Hanshin Expressway (Осака — Кобе — Киото), San’yō Expressway (Кобе — Хиросима — Ямагути) и Chūgoku Expressway (Осака — Кобе — Симоносеки).

Рядом с городом расположен аэропорт Кобе — третий по величине аэропорт в регионе Кансай.

## Образование
В Кобе находится 169 государственных начальных школ и 83 государственных средних школ, где учатся 80 200 и 36 000 учеников соответственно. Также в городе есть 4 частные начальные школы и 14 частных средних школ, с количеством учащихся 82 000 и 42 300 чел. соответственно
В Кобе находится 28 муниципальных старших школ и 25 частных старших школ. Все другие старшие школы находятся под управлением государственной Комиссии по образованию префектуры Хиого. Общее количество учащихся старших школ по данным на 2006 год составляло 43 400 чел.
Также в Кобе находится 18 государственных и частных университетов и 8 техникумов. Количество студентов на 2006 год составляло 67 000 и 4 100 чел. соответственно.

## Достопримечательности
Достопримечательности: Городской музей Кобе, Центр археологического культурного наследия, гробница Минатодзава, храм Сума, мечеть Кобе, парк Соракуэн, старые европейские кварталы улицы Ямамото, аквариум, портовая башня. Гиперболоидная сетчатая башня в порту Кобе аналогична по конструкции башням российского инженера В. Г. Шухова. Она построена в 1968 году и используется для обзора панорамы порта и города, рассчитана на приём 3000 туристов в день.
В декабре в городе проводится Фестиваль света, которые посещает примерно четыре миллиона человек.
С островом Авадзи город связывает мост Акаси-Кайкё — самый длинный подвесной мост в мире.

## Города-побратимы
- Барселона, Испания (6 апреля 1993)
- Брисбен, Австралия (16 июля 1985)
- Инчхон, Республика Корея (6 апреля 2010)
- Кадис, Испания
- Марсель, Франция (2 июля 1961)
- Рига, Латвия (18 июня 1974)
- Рио-де-Жанейро, Бразилия (19 мая 1969)[32]
- Сиэтл, США (21 октября 1957)
- Терни, Италия
- Тяньцзинь, Китай (24 июня 1973)
- Фейсалабад, Пакистан (2000)
- Филадельфия, США
- Хайфа, Израиль (2004)